# گرانت شوبرت
گرانت شوبرت (انگلیسی: Grant Schubert؛ زادهٔ ۱ اوت ۱۹۸۰) بازیکن هاکی روی چمن اهل استرالیا است که در مسابقات کشوری و بین‌المللی در مجموع برندهٔ ۶ مدال طلا، ۲ مدال نقره، ۱ مدال برنز شده‌است.